# سیارک ۵۱۳۰
سیارک ۵۱۳۰ (به انگلیسی: 5130 Ilioneus، نامگذاری:1989SC7) پنج هزار و صد و سیمین سیارک کشف شده‌است که در ۳۰ سپتامبر ۱۹۸۹ کشف شد.
قدر مطلق سیارک برابر ۹٫۸۰ است.